# Metropolitana di Tokyo
La Metropolitana di Tokyo è la rete metropolitana che serve la prefettura di Tokyo e la sua conurbazione. Essa è gestita da due aziende separate: la società Tōkyō Metro e l'Ufficio metropolitano del trasporto di Tokyo, comunemente noto come Tōei.
A oggi, la metropolitana di Tokyo è composta di 13 linee (nove della Tokyo Metro e quattro della Tōei) per un totale di 286 stazioni. Tōkyō Metro e Tōei trasportano ogni giorno oltre otto milioni di passeggeri. Sebbene sia classificata come il primo sistema al mondo in termini di passeggeri trasportati, la metropolitana di Tokyo in senso stretto rappresenta solo una piccola parte di tutti gli spostamenti della Grande Tokyo, che si attestano a circa 40 milioni di transiti al giorno.
Oltre alle 13 linee propriamente metropolitane, a Tokyo e nei dintorni vi sono moltissime ferrovie che offrono servizi assimilabili a una metropolitana, come la ferrovia rapida di Saitama, numerose ferrovie private come la Tokyū Corporation o le linee della JR East, che includono la circolare Linea Yamanote.

## Rete e linee
La Metropolitana di Tokyo è gestita da due operatori principali:
- Tokyo Metro, conosciuta fino al 2004 come TRTA (Teito Rapid Transit Authority - "Ente per la metropolitana della capitale imperiale"). Gestisce 168 stazioni su nove linee di metropolitana. Il prezzo minimo dei biglietti è di 160 yen.
- Tōei (Ufficio dei trasporti del governo metropolitano di Tōkyō). Si tratta di una divisione del Governo metropolitano di Tokyo e gestisce 106 stazioni su quattro linee. Il prezzo base dei biglietti è di 170 yen.

### Tōkyō Metro
| Colore   | Simbolo | Numero   | Linea                   | Giapponese     | Apertura | Tragitto                      | Lunghezza | Alimentazione         |
| -------- | ------- | -------- | ----------------------- | -------------- | -------- | ----------------------------- | --------- | --------------------- |
| Arancio  |         | Linea 3  | Linea Ginza             | 銀座線         | 1927     | da Shibuya a Asakusa          | 14,3 km   | 600V CC, terza rotaia |
| Rosso    |         | Linea 4  | Linea Marunouchi        | 丸ノ内線       | 1954     | da Ogikubo a Ikebukuro        | 24,2 km   | 600V CC, terza rotaia |
| Rosso    |         | Linea 4  | Diramazione di Honancho | 丸ノ内線分岐線 | 1961     | da Nakano-sakaue a Hōnanchō   | 3,2 km    | 600V CC, terza rotaia |
| Argento  |         | Linea 2  | Linea Hibiya            | 日比谷線       | 1960     | da Naka-Meguro a Kita-Senju   | 20,3 km   | 1500 V CC, catenaria  |
| Cielo    |         | Linea 5  | Linea Tōzai             | 東西線         | 1964     | da Nakano a Nishi-Funabashi   | 30,8 km   | 1500 V CC, catenaria  |
| Verde    |         | Linea 9  | Linea Chiyoda           | 千代田線       | 1969     | da Yoyogi-Uehara a Kita-Ayase | 24,0 km   | 1500 V CC, catenaria  |
| Oro      |         | Linea 8  | Linea Yūrakuchō         | 有楽町線       | 1974     | da Wakōshi a Shin-Kiba        | 28,3 km   | 1500 V CC, catenaria  |
| Viola    |         | Linea 11 | Linea Hanzōmon          | 半蔵門線       | 1979     | da Shibuya a Oshiage          | 16,8 km   | 1500 V CC, catenaria  |
| Smeraldo |         | Linea 7  | Linea Namboku           | 南北線         | 1991     | da Meguro a Akabane-Iwabuchi  | 21,3 km   | 1500 V CC, catenaria  |
| Marrone  |         | Linea 13 | Linea Fukutoshin        | 副都心線       | 2008     | da Wakōshi a Shibuya          | 20,2 km   | 1500 V CC, catenaria  |

### Toei (Tokyo Metropolitan Government - Bureau of Transportation)
| Colore | Simbolo | Numero   | Linea          | Giapponese | Apertura | Tragitto                                                   | Lunghezza | Scartamento | Alimentazione       |
| ------ | ------- | -------- | -------------- | ---------- | -------- | ---------------------------------------------------------- | --------- | ----------- | ------------------- |
| Rosa   |         | Linea 1  | Linea Asakusa  | 浅草線     | 1960     | da Nishi-Magome a Oshiage                                  | 18,3 km   | 1435 mm     | 1500 VDC, catenaria |
| Blu    |         | Linea 6  | Linea Mita     | 三田線     | 1968     | da Meguro a Nishi-Takashimadaira                           | 26,5 km   | 1067 mm     | 1500 VDC, catenaria |
| Foglia |         | Linea 10 | Linea Shinjuku | 新宿線     | 1978     | da Shinjuku a Motoyawata                                   | 23,5 km   | 1372 mm     | 1500 VDC, catenaria |
| Rubino |         | Linea 12 | Linea Ōedo     | 大江戸線   | 1991     | da Hikarigaoka a Tochōmae via Tochōmae, Roppongi e Ryōgoku | 40,7 km   | 1435 mm     | 1500 VDC, catenaria |

## Gestione della rete
Le linee Tokyo Metro e Toei sono profondamente integrate, con un sistema di colori, codici e numeri. Tuttavia l'amministrazione dell'enorme rete ha alcune ramificazioni:
- Per trasferirsi dalle linee Tokyo Metro a quelle Toei è necessario uno speciale biglietto di trasferimento del costo di 70 yen, inferiore comunque al costo dei due biglietti separati.[5] Il sistema Passnet ha semplificato questa procedura grazie alle carte ricaricabili accettate da tutti gli operatori della Grande Area di Tokyo (tuttavia JR East continua ad utilizzare la sua carta Suica). La nuova ricaricabile, chiamata PASMO è stata introdotta nel 2007, e ha rimpiazzato Passnet nel 2008, permettendo a una sola carta l'utilizzo di tutta la rete di Tōkyō, JR inclusa.
- I sistemi rappresentano la rete metropolitana in modo diverso nelle differenti stazioni. Ad esempio nella mappa Toei la linea Ōedo è rappresentata come un cerchio nel centro, mentre nella mappa Tokyo Metro al posto di questo è presente la linea Marunouchi e la linea Yamanote della JR. Inoltre nelle rispettive stazioni, le linee sono di solito indicate in modo più spesso, per facilitare l'utente nell'orientamento.

## Servizi diretti
Come è prassi e caratteristica per le metropolitane giapponesi, la maggioranza delle linee della Metropolitana di Tokyo operano diversi servizi diretti (il treno della metropolitana prolunga il suo viaggio sulle linee ferroviarie, e viceversa, un treno "ferroviario" prosegue il suo percorso sulla metropolitana) con la JR East, le ferrovie private e le "Ferrovie Rapide" (delle particolari linee ferroviarie suburbane costruite apposta per permettere servizi diretti con la metropolitana), permettendo di raggiungere il centro direttamente dai quartieri di periferia, e viceversa.

### Tōkyō Metro
|   | Linea      | Linea di prosecuzione                                                               |
| - | ---------- | ----------------------------------------------------------------------------------- |
| H | Hibiya     | Linea Tōkyū Tōyoko (da Naka-Meguro a Kikuna)                                        |
| H | Hibiya     | Linea Tōbu Isesaki (da Kita-Senju a Tōbu Dōbutsu Kōen)                              |
| T | Tōzai      | JR East Linea Chūō-Sōbu (Linea principale Chūō) (da Nakano a Mitaka)                |
| T | Tōzai      | JR East Linea Chūō-Sōbu (Linea principale Sōbu) (da Nishi-Funabashi a Tsudanuma)    |
| T | Tōzai      | Ferrovia Rapida Tōyō (da Nishi-Funabashi a Tōyō-Katsutadai)                         |
| C | Chiyoda    | Linea Odakyū Odawara e Linea Odakyū Tama (da Yoyogi-Uehara a Karakida e Hon-Atsugi) |
| C | Chiyoda    | JR East Linea Jōban (da Ayase a Toride)                                             |
| Y | Yūrakuchō  | Linea Tōbu Tōjō (da Wakōshi a Shinrinkōen)                                          |
| Y | Yūrakuchō  | Linea Seibu Yūrakuchō via Linea Seibu Ikebukuro (da Kotake-Mukaihara a Hannō)       |
| Z | Hanzōmon   | Linea Tōkyū Den-en-toshi (da Shibuya a Chūō-Rinkan)                                 |
| Z | Hanzōmon   | Linea Tōbu Isesaki e Linea Tōbu Nikkō (da Oshiage a Minami-Kurihashi e Kuki)        |
| N | Namboku    | Linea Tōkyū Meguro (da Meguro a Hiyoshi)                                            |
| N | Namboku    | Ferrovia Rapida di Saitama (da Akabane-Iwabuchi a Urawa-Misono)                     |
| F | Fukutoshin | Linee Tōbu e Seibu (congiuntamente coi servizi della linea Yūrakuchō)               |
| F | Fukutoshin | Linea Minatomirai via Linea Tōkyū Tōyoko (da Shibuya a Motomachi-Chūkagai)          |

### Linee Toei
|   | Linea         | Linea di prosecuzione |
| - | ------------- | --- |
| A | Linea Asakusa | Linea Keikyū Kurihama e Linea Keikyū Aeroporto, entrambe tramite la Linea Keikyū principale (da Sengakuji a Aeroporto Haneda (Aeroporto di Tokyo-Haneda) e Misakiguchi)            |
| A | Linea Asakusa | Linea Keisei Oshiage, Linea principale Keisei, Linea Hokusō, Linea Keisei Higashi-Narita e Ferrovia Shibayama (da Oshiage a Aeroporto Narita, Inba-Nihon-Idai o Shibayama-Chiyoda) |
| I | Mita          | Linea Tōkyū Meguro (da Meguro a Hiyoshi) |
| S | Shinjuku      | Nuova linea Keiō e Linea Keiō Sagamihara, entrambe via la Linea Keiō (da Shinjuku a Hashimoto o Takosanguchi)                                                                      |